# Odoo
Az Odoo egy integrált ERP- (Enterprise Resource Planning, azaz vállalatirányítási) rendszer duális engedélymodellel. A célközönséget különböző nagyságú vállalatok alkotják. 
Az Odoo többek között a következő modulokat tartalmazza: CRM (Customer-Relationship-Management, azaz ügyfélkapcsolat-kezelési rendszer), weboldal/e-kereskedelem, számlázás, pénzügyi számvitel, termelés, készletkezelés, projektkezelés, dokumentumkezelés.
A közösségi változat egy nyílt forráskódú változat, miközben a vállalati változat a közösségi változatot különböző kereskedelmi és szolgáltatási funkcióval egészíti ki. Az OpenObject Framework, valamint az ERP magmoduljainak a forráskódját a Belgiumban honos Odoo S.A. kezeli. Az Odoo jelenlegi nyílt forráskódú változata a 12.0.

## Forráskód-modell
Az Odoo S.A. / OpenERP S.A. szoftverjét kezdettől fogva nyílt forráskódként tette közzé. A 9.0 számú változattól fogva a vállalat egy Open Core jellegű modellt használt, amely előfizetésen alapuló védett vállalati szoftvert és felhőalapú SaaS-típusú szolgáltatott szoftvert tartalmaz valamint egy közösségi változatot korlátozott funkciókészlettel.

## Közösség és hálózat
2013-ban alapult az Odoo Community Association, egy nonprofit szervezet, melynek célja az Odoo terjesztése és az Odoo-funkciók kollaboratív fejlesztésének támogatása.
Az Odoo S.A. üzletmodelljét egy szolgáltató vállalatból kiindulva szoftverértékesítésre és SaaS-vállalatra változtatta. Eközben ügyfélre szabott programozás, támogatás és egyéb szolgáltatások állnak középpontban úgy, hogy közreműködik egy aktív nemzetközi közösség és egy hálózat több mint 1250 hivatalos üzletpartnerrel és rendszerintegrátorral. Saját állítása szerint az Odoo-nak több mint 3,7 millió felhasználója van.

## Applikációk / Modulok / Komponensek
Az Odoo legfőbb előnye a bővíthető felépítése. Sok szabadúszó és szervezet fejleszt Odoo-applikációkat vagy modulokat, melyeket az Odoo-piactéren árulnak vagy szabad letöltésre ajánlanak. Az Odoo fő komponensei az OpenObject keretrendszer, kb. 30 magmodul (hivatalos modul néven is ismert) és több mint 16.000 közösségi modul különböző Odoo-változat számára. A legtöbb Odoo-modul az Odoo S.A. piactéren kapható.

## Oktatás
Az Odoo-t egyetemi tanfolyamok részeként használták. Franciaországban kötelező érettségitétel lett a Word, Excel és PowerPoint mellett. Egy kísérleti tanulásról szóló felmérés azt ajánlotta, hogy tervezzék be Odoo-t (melyet annak idején OpenERP-ként ismertek) jogvédett rendszerek alternatívájaként az oktatás kiegészítésének céljából. Ezen kívül az Odoo egy Odoo Education nevű ingyenes programmal is szolgál, mellyel tanárok és diákok egy Odoo-adatbázist készíthetnek akadémikus célokból.

## Publikációk
Az Odoo-ról több könyvet is írtak, egyesek bizonyos témákkal foglalkoznak, pl. könyveléssel vagy szoftverfejlesztéssel.

## Szoftver és felépítés
Az Odoo a Python programozónyelvet használja, adatbázis-kezelési rendszere a PostgreSQL. A szoftverhez való hozzáférés egy internetes böngészőn keresztül egy JavaScript programozónyelven fejlesztett egyoldalú applikáción keresztül történik. A közösségi kiadás repozitóriuma GitHubon van.

## Verziótámogatás
Az utolsó három LTS-változatot párhuzamosan támogatják. Ez azt jelenti, hogy egy új LTS-változat megjelenésekor egy változat eléri életkora végét és már nem támogatják. Például 9.0 LTS 10.0 LTS és 11.0 LTS mellett támogatást kap, de eléri életkorát ha közzéteszik 12.0 LTS-t.

## A vállalat története
2005-ben Fabien Pinckaers, az Odoo alapítója és mai CEO-ja, elkezdte fejleszteni az első, TinyERP nevű szoftvertermékét. Három évvel később OpenERP-re változtatták a nevét. A cég elkezdett gyorsan fejlődni. 2010-ben OpenERP egy több mint 100 dolgozót számoló vállalattá lett.
2013-ban a vállalat 1549%-os növekedésével egy ötéves időtartamon belül Deloitte-díjat nyert mint a leggyorsabban növekedő vállalat Belgiumban.
2014-ben az OpenERP átlépte a hagyományos ERP-gyártó határát és Odoo-val új nevet kapott. Az Odoo egy korlátozatlanul használt név, amely lehetővé teszi a vállalatnak, hogy minden irányba növekedjen. 2015-ben az Inc. című magazin az Odoo-t Európa 5000 leggyorsabban növekedő vállalatai közé számolta.

### Kitüntetések, elismerések
Az Odoo különböző kitüntetéseket nyert el. Átnevezése előtt OpenERP-ként is már kitüntetéseket kapott, mint például Trends Gazelle, Deloitte Technology Fast 50 Award és Infoworld's BOSSIE Award 2013. Odoo-ként egymás után BOSSIE Award-díjat nyert a következő években (2014, 2015 and 2016).
Forbes - “25 Great CRM Applications You Probably Never Heard Of”, 2014 augusztus 11.
Datamation - “Open Source Software for Business: 12 Leading Apps”, 2016 augusztus 22.
TG Daily – 10 Best Open Source Software in 2017, 2017 március 20.
Capterra Logistics Technology Blog - “The Top 8 Free, Open Source ERP Software”, 2017 július 26.

### Verziók
| Program neve | Verzió | Közzététel                 | Jelentős változások                                                                                                   | Szoftverengedéylek |
| ------------ | ------ | -------------------------- | --- | ------------------ |
| Tiny ERP     | 1.0    | 2005 február               | első közzététel | GNU GPL            |
| Tiny ERP     | 2.0    | 2005 május                 | | GNU GPL            |
| Tiny ERP     | 3.0    | 2005 szeptember            | | GNU GPL            |
| Tiny ERP     | 4.0    | 2006 december              | | GNU GPL            |
| OpenERP      | 5.0    | 2009 április               | | GNU GPL            |
| OpenERP      | 6.0    | 2011 január                | első webkliens | GNU AGPL           |
| OpenERP      | 6.1    | 2012 február               | első Ajax webkliens, GTK-kliens megszünése                                                                            | GNU AGPL           |
| OpenERP      | 7.0    | 2012 december 22           | javult webkliens és használhatóság                                                                                    | GNU AGPL           |
| Odoo         | 8.0    | 2014 szeptember 18         | készletkezelés és WMS átdolgozása, CMS-támogatás: Website Builder, E-Commerce, Point of Sale és Business Intelligence | GNU AGPL           |
| Odoo         | 9.0    | 2015 október 1             | könyvelési funkciók átdolgozása, közösségi és vállalati Odoo szétválasztása                                           | GNU LGPL v3        |
| Odoo         | 10.0   | 2016 október 5             | gyártás átdolgozása                                                                                                   | GNU LGPL v3        |
| Odoo         | 11.0   | 2017 október 5             | Studio, támogatás átdolgozása, jelentés átdolgozása, Python 3-hoz való migráció                                       | GNU LGPL v3        |
| Odoo         | 12.0   | 2018 október 3             | dokumentumkezelés, IoT-készülékek, Multi-weboldal.                                                                    | GNU LGPL v3        |
| Odoo         | 13.0   | (2019 októberre tervezett) | | GNU LGPL v3        |